# Okres Kirchdorf
Okres Kirchdorf je okres v rakouské spolkové zemi Horní Rakousy. Má rozlohu 1239,79 km² a žije tam 55 666 obyvatel (k 1. 1. 2011). Sídlem okresu je město Kirchdorf an der Krems. Okres se dále člení na 23 obcí (z toho 1 město a 6 městysů).

## Externí odkazy

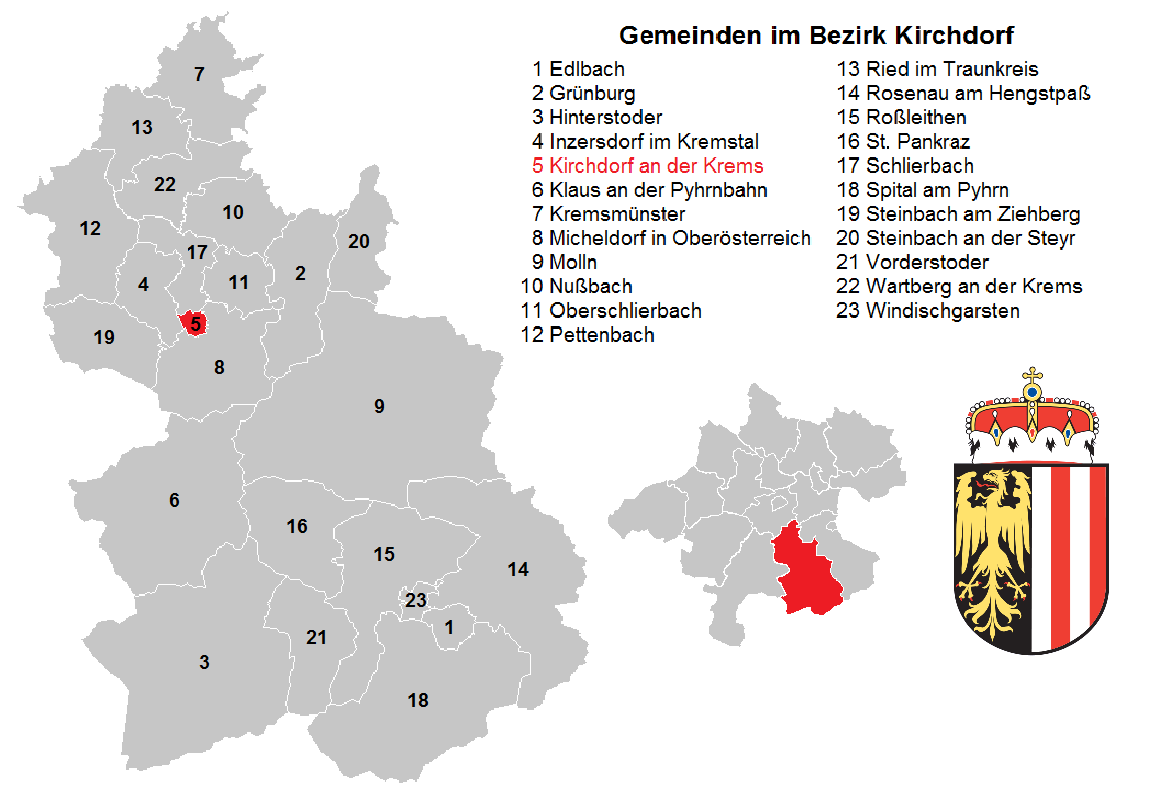
Obce v okrese Kirchdorf

## Města a obce
| Město: - Kirchdorf an der Krems Městysy: - Kremsmünster - Micheldorf in Oberösterreich - Molln - Pettenbach - Wartberg an der Krems - Windischgarsten | Obce: - Edlbach - Grünburg - Hinterstoder - Inzersdorf im Kremstal - Klaus an der Pyhrnbahn - Nußbach - Oberschlierbach - Ried im Traunkreis - Rosenau am Hengstpaß - Roßleithen - Schlierbach - Spital am Pyhrn - St. Pankraz - Steinbach am Ziehberg - Steinbach an der Steyr - Vorderstoder |